# Julius König
Pour les articles homonymes, voir König.
Julius König (16 décembre 1849 à Győr, Hongrie - 8 avril 1913 à Budapest, connu également sous son nom hongrois, Gyula Kőnig) est un mathématicien hongrois. Il a travaillé dans de nombreux domaines en mathématiques. Ses travaux sur les idéaux de polynômes, les discriminants et la théorie de l'élimination, font le lien entre ceux de Leopold Kronecker, et ceux de David Hilbert ou Emmy Noether, mais n'ont plus aujourd'hui qu'un intérêt historique.
On lui doit un théorème sur la cardinalité en théorie des ensembles.
Gyula Kőnig est le père du mathématicien hongrois Dénes Kőnig.